# Monti Xiao Hinggan
I monti Xiao Hinggan (cinese: 大兴安岭; pinyin: Xiao Xing'an Ling; romanizzazione Wade-Giles: Hsiao Hsing-an Ling; in russo Малый Хинган?, Malyj Chingan, ovvero "Piccolo Chingan") sono una catena montuosa della sezione nord-orientale della provincia dello Heilongjiang, nella Cina nord-orientale e parzialmente del Territorio di Chabarovsk e dell'Oblast' dell'Amur in Russia.

## Descrizione
La catena segue un asse nord-ovest/sud-est ed è situata a sud-ovest del fiume Amur (Heilong Jiang). A ovest è collegata con i monti Da Hinggan dai monti Yilehuli, che corrono con andamento nord-ovest/sud-est per circa 600 km. L'estremità sud-orientale dei monti Xiao Hinggan è delimitata dalla grande linea di faglia della valle del fiume Sungari.
Sebbene le due catene abbiano nomi simili, gli Xiao Hinggan sono un sistema montuoso completamente differente dai Da Hinggan (Grande Khingan). I monti Da Hinggan sono principalmente costituiti da rocce ignee (formatesi attraverso la solidificazione del magma) e metamorfiche (formatesi attraverso la combinazione di pressione, calore e acqua) e risalgono al Giurassico (vale a dire a circa 200-145 milioni di anni fa), mentre gli Xiao Hinggan costituivano fino al Quaternario (gli ultimi 2, 6 milioni di anni) una parte della grande depressione intramontana formata dalla pianura del Nord-est (o della Manciuria) e dal bassopiano della Zeja e della Bureja.
La catena si formò in seguito al sollevamento di rocce sedimentarie relativamente giovani in tempi geologici piuttosto recenti. Il rilievo è generalmente tondeggiante e gentile; la principale linea di faglia scoscesa corre lungo la valle del fiume Amur, conferendo al versante nord-orientale un contorno un po' più impervio rispetto a quello sud-occidentale, che sfuma dolcemente nella pianura del fiume Sungari. La catena forma uno spartiacque tra i bacini del fiume Amur e quelli del Sungari e del Nen. Gli Xiao Hinggan sono più bassi dei Da Hinggan e presentano un'altitudine che misura in media 500-1000 m, con la maggior parte delle aree che non superano i 600 m. Il clima degli Xiao Hinggan è leggermente più temperato e molto meno umido. Gli inverni, tuttavia, sono ancora lunghi e terribilmente rigidi, e gran parte della zona è coperta da uno strato di permafrost.
La regione è coperta di boschi, costituiti prevalentemente da larici e betulle nel nord e da foreste miste di latifoglie e conifere (cedri, abeti, tassi, betulle, olmi e larici) nel sud. Lo sfruttamento del legname costituisce la principale attività economica della regione, e nella parte meridionale della catena un certo numero di ferrovie, incentrate su Nancha e Yichun, è stato costruito appositamente per il trasporto del legname.